# Campos do Jordão
Campos do Jordão là một đô thị ở bang São Paulo của Brasil. Đô thị này nằm ở độ cao 1628 mét. Dân số năm 2004 là 47.903 người.

## Khí hậu
| Dữ liệu khí hậu của Campos do Jordão, SP (1961–1990) | Dữ liệu khí hậu của Campos do Jordão, SP (1961–1990) | Dữ liệu khí hậu của Campos do Jordão, SP (1961–1990) | Dữ liệu khí hậu của Campos do Jordão, SP (1961–1990) | Dữ liệu khí hậu của Campos do Jordão, SP (1961–1990) | Dữ liệu khí hậu của Campos do Jordão, SP (1961–1990) | Dữ liệu khí hậu của Campos do Jordão, SP (1961–1990) | Dữ liệu khí hậu của Campos do Jordão, SP (1961–1990) | Dữ liệu khí hậu của Campos do Jordão, SP (1961–1990) | Dữ liệu khí hậu của Campos do Jordão, SP (1961–1990) | Dữ liệu khí hậu của Campos do Jordão, SP (1961–1990) | Dữ liệu khí hậu của Campos do Jordão, SP (1961–1990) | Dữ liệu khí hậu của Campos do Jordão, SP (1961–1990) | Dữ liệu khí hậu của Campos do Jordão, SP (1961–1990) |
| Tháng                                                | 1                                                    | 2                                                    | 3                                                    | 4                                                    | 5                                                    | 6                                                    | 7                                                    | 8                                                    | 9                                                    | 10                                                   | 11                                                   | 12                                                   | Năm                                                  |
| ---------------------------------------------------- | ---------------------------------------------------- | ---------------------------------------------------- | ---------------------------------------------------- | ---------------------------------------------------- | ---------------------------------------------------- | ---------------------------------------------------- | ---------------------------------------------------- | ---------------------------------------------------- | ---------------------------------------------------- | ---------------------------------------------------- | ---------------------------------------------------- | ---------------------------------------------------- | ---------------------------------------------------- |
| Cao kỉ lục °C (°F)                                   | 29.0 (84.2)                                          | 28.6 (83.5)                                          | 29.0 (84.2)                                          | 27.0 (80.6)                                          | 24.5 (76.1)                                          | 23.4 (74.1)                                          | 24.4 (75.9)                                          | 28.2 (82.8)                                          | 30.5 (86.9)                                          | 30.0 (86.0)                                          | 28.5 (83.3)                                          | 28.0 (82.4)                                          | 30.5 (86.9)                                          |
| Trung bình ngày tối đa °C (°F)                       | 22.8 (73.0)                                          | 23.1 (73.6)                                          | 22.7 (72.9)                                          | 21.1 (70.0)                                          | 19.0 (66.2)                                          | 18.0 (64.4)                                          | 17.9 (64.2)                                          | 19.8 (67.6)                                          | 21.0 (69.8)                                          | 21.2 (70.2)                                          | 21.7 (71.1)                                          | 21.7 (71.1)                                          | 20.8 (69.4)                                          |
| Trung bình ngày °C (°F)                              | 17.3 (63.1)                                          | 17.5 (63.5)                                          | 16.7 (62.1)                                          | 14.7 (58.5)                                          | 11.9 (53.4)                                          | 10.1 (50.2)                                          | 9.5 (49.1)                                           | 11.3 (52.3)                                          | 13.4 (56.1)                                          | 14.9 (58.8)                                          | 15.9 (60.6)                                          | 16.6 (61.9)                                          | 14.2 (57.6)                                          |
| Tối thiểu trung bình ngày °C (°F)                    | 12.8 (55.0)                                          | 12.9 (55.2)                                          | 11.7 (53.1)                                          | 9.2 (48.6)                                           | 5.6 (42.1)                                           | 4.0 (39.2)                                           | 3.0 (37.4)                                           | 4.2 (39.6)                                           | 6.9 (44.4)                                           | 9.5 (49.1)                                           | 10.8 (51.4)                                          | 12.3 (54.1)                                          | 8.6 (47.5)                                           |
| Thấp kỉ lục °C (°F)                                  | 5.0 (41.0)                                           | 4.2 (39.6)                                           | 2.6 (36.7)                                           | −2.6 (27.3)                                          | −6.2 (20.8)                                          | −7.2 (19.0)                                          | −6.0 (21.2)                                          | −5.5 (22.1)                                          | −2.5 (27.5)                                          | 0.7 (33.3)                                           | 1.4 (34.5)                                           | 1.8 (35.2)                                           | −7.2 (19.0)                                          |
| Lượng Giáng thủy trung bình mm (inches)              | 306.1 (12.05)                                        | 265.6 (10.46)                                        | 193.5 (7.62)                                         | 98.9 (3.89)                                          | 79.3 (3.12)                                          | 51.4 (2.02)                                          | 42.1 (1.66)                                          | 58.5 (2.30)                                          | 91.6 (3.61)                                          | 159.3 (6.27)                                         | 205.9 (8.11)                                         | 300.1 (11.81)                                        | 1.852,5 (72.93)                                      |
| Số ngày giáng thủy trung bình (≥ 1.0 mm)             | 19                                                   | 17                                                   | 14                                                   | 9                                                    | 7                                                    | 5                                                    | 4                                                    | 4                                                    | 7                                                    | 12                                                   | 14                                                   | 20                                                   | 132                                                  |
| Độ ẩm tương đối trung bình (%)                       | 87                                                   | 84                                                   | 83                                                   | 85                                                   | 88                                                   | 84                                                   | 77                                                   | 76                                                   | 76                                                   | 81                                                   | 86                                                   | 87                                                   | 82.8                                                 |
| Số giờ nắng trung bình tháng                         | 135.3                                                | 118.2                                                | 150.9                                                | 167.2                                                | 181.8                                                | 176.7                                                | 203.7                                                | 199.2                                                | 160.6                                                | 147.3                                                | 136.4                                                | 117.0                                                | 1.894,3                                              |
| Nguồn: INMET                                         |                                                      |                                                      |                                                      |                                                      |                                                      |                                                      |                                                      |                                                      |                                                      |                                                      |                                                      |                                                      |                                                      |

## Thông tin nhân khẩu
Tổng dân số: 44.252
- Thành thị: 43.809
- Nông thôn: 443
  - Nam giới: 21.978
  - Nữ giới: 22.274
- Mật độ dân số (người/km²): 152,86
- Tỷ lệ tử vong trẻ dưới 1 tuổi (trên 1 triệu cháu): 8,52
- Tuổi thọ bình quân (tuổi): 75,73
- Tỷ lệ sinh (trẻ trên mỗi bà mẹ): 2,18
- Tỷ lệ biết đọc biết viết: 92,28%

Chỉ số phát triển con người (bình quân): 0,820
- Chỉ số phát triển con người (thu nhập): 0,763
- Chỉ số phát triển con người (tuổi thọ): 0,846
- Chỉ số phát triển con người (giáo dục): 0,851

(Nguồn: IPEADATA)